# Albanië op het Eurovisiesongfestival 2006
Albanië deed mee aan het  Eurovisiesongfestival 2006 in Athene, Griekenland. Het was de 3de deelname van het land op het Eurovisiesongfestival. De artiest werd gezocht via het jaarlijkse Festivali i Këngës. RTSH is verantwoordelijk voor de Albanese bijdrage voor de editie van 2006.

## Selectieprocedure
Aan het 44e Festivali i Këngës namen 34 kandidaten deel. Na de twee halve finales op donderdag en vrijdag bleven nog 20 finalisten over. Zij zongen ook in de finale met orkest hun nummers, echter kon met ook kiezen voor playback. Alleen de top drie van de finale werd bekendgemaakt. Luiz Ejilli won de Albanese voorronde. 
De winnaar werd gekozen door een jury en televoting.

## Festivali i Këngës 2004
| Volgorde | Artiest                       | Lied                       | Plaats | Punten |
| -------- | ----------------------------- | -------------------------- | ------ | ------ |
| 1        | Kujtim Prodani                | Theva kokën si pa dashur   | N/A    | N/A    |
| 2        | Manjola Nallbani              | S'mjafton një jetë         | N/A    | N/A    |
| 3        | Edona Llalloshi               | Vetëm një puthje           | N/A    | N/A    |
| 4        | Eri Feat. Perfect Bliss       | Dumbade                    | N/A    | N/A    |
| 5        | Marsida Saraçi                | Do të doja                 | N/A    | N/A    |
| 6        | Mateus Frroku                 | Ti ëngjëll, unë promete    | N/A    | N/A    |
| 7        | Mariza Ikonomi & Erion Korini | Edhe fati qan              | N/A    | N/A    |
| 8        | Kozma Dushi                   | Nuk plaken ëndrrat         | N/A    | N/A    |
| 9        | Denisa Macaj & Entela Zhula   | Kur zemra prek një dashuri | N/A    | N/A    |
| 10       | Sonida Mara                   | Vjeshtë me ty              | N/A    | N/A    |
| 11       | Anjeza Shahini                | Pse ndal                   | N/A    | N/A    |
| 12       | Albërie Hadërgjonaj           | Ah sikur kjo jetë          | N/A    | N/A    |
| 13       | Sajmir Çili                   | Hipokrizi                  | N/A    | N/A    |
| 14       | Evis Mula                     | Ku t'a gjej unë këngën     | 3      | N/A    |
| 15       | Luiz Ejlli                    | Zjarr e ftohtë             | 1      | N/A    |
| 16       | Erti Hizmo & Flaka Krelani    | Për ty                     | N/A    | N/A    |
| 17       | Miriam Cani                   | Shko                       | N/A    | N/A    |
| 18       | Era Rusi                      | Nuk je ëndërr              | 2      | N/A    |
| 19       | Agim Poshka                   | Nostalgji                  | N/A    | N/A    |
| 20       | Erinda Dhima                  | Për ju                     | N/A    | N/A    |

### Halve finale 1
| Volgorde | Artiest                    | Lied                     | Finalist |
| -------- | -------------------------- | ------------------------ | -------- |
| 1        | Besart Halimi              | Loja Dashuri             | NEE      |
| 2        | Sfinks                     | Heshtje                  | NEE      |
| 3        | Rudi                       | Qyteti Im                | NEE      |
| 4        | Edmond Mancaku             | Ish Dashuri Dhe Jo Mëkat | NEE      |
| 5        | Aurel Thëllimi             | Dhe Kur Kujtesa...       | NEE      |
| 6        | Julian Lekoçaj             | Niki                     | NEE      |
| 7        | Erinda Dhima               | Për Ju                   | JA       |
| 8        | Edona Llalloshi            | Vetëm Një Puthje         | JA       |
| 9        | Tonin Marku                | Sytë E Dashurisë         | NEE      |
| 10       | Agim Poshka                | Nostalgji                | JA       |
| 11       | Evis Mula                  | Ku T'a Gjej Unë Këngën   | JA       |
| 12       | Mateus Frroku              | Ti Ëngjëll, Unë Prometë  | JA       |
| 13       | Era Rusi                   | Nuk Je Ëndërr            | JA       |
| 14       | Ermiona Lekbello           | Gjysëm Ëndërr Je O Grua  | NEE      |
| 15       | Erti Hizmo & Flaka Krelani | Për Ty                   | JA       |
| 16       | Joe Artid Fejzo            | Zhurma E Heshtjes        | NEE      |
| 17       | Kozma Dushi                | Nuk Plaken Ëndrrat       | JA       |

### Semi Final 2
| Volgorde | Artiest                       | Lied                       | Finalist |
| -------- | ----------------------------- | -------------------------- | -------- |
| 1        | Eri Feat. Perfect Bliss       | Dumbade                    | JA       |
| 2        | Sonida Mara                   | Vjeshtë Me Ty              | JA       |
| 3        | Armando Dimi                  | Mall                       | NEE      |
| 4        | Guximtar Rushani              | Lotë Dashurie              | NEE      |
| 5        | Yllka Kuqi                    | Të Gjeta                   | NEE      |
| 6        | Pandora                       | Pritja                     | NEE      |
| 7        | Denisa Macaj & Entela Zhula   | Kur Zemra Prek Një Dashuri | JA       |
| 8        | Sajmir Çili                   | Hipokrizi                  | JA       |
| 9        | Luiz Ejlli                    | Zjarr e ftohtë             | JA       |
| 10       | Ingrid Jushi                  | Po Dhe Jo                  | NEE      |
| 11       | Kujtim Prodani                | Theva Kokën Si Pa Dashur   | JA       |
| 12       | Albërie Hadërgjonaj           | Ah Sikur Kjo Jetë          | JA       |
| 13       | Manjola Nallbani              | S'mjafton Një Jetë         | JA       |
| 14       | Marsida Saraçi                | Do Të Doja                 | JA       |
| 15       | Anjeza Shahini                | Pse Ndal                   | JA       |
| 16       | Miriam Cani                   | Shko                       | JA       |
| 17       | Mariza Ikonomi & Erion Korini | Edhe Fati Qan              | JA       |

## In Athene
In de halve moest men aantreden als 6de net na Wit-Rusland en voor België. Op het einde van de avond bleek dat men voor de eerste keer niet de finale zou bereiken. Men behaalde een 14de plaats met 58 punten.
Men ontving 1 keer het maximum van de punten.
België en Nederland hadden geen punten over voor deze inzending.

### Gekregen punten

#### Halve Finale
| 12 punten               | 10 punten     | 8 punten                          | 7 punten                                 | 6 punten             |
| ----------------------- | ------------- | --------------------------------- | ---------------------------------------- | -------------------- |
| - Noord-Macedonië       | - Zwitserland |                                   | - Griekenland - Kroatië                  |                      |
| 5 punten                | 4 punten      | 3 punten                          | 2 punten                                 | 1 punt               |
| - Bosnië en Herzegovina |               | - Duitsland - Noorwegen - Turkije | - Rusland - Verenigd Koninkrijk - Zweden | - Armenië - Slovenië |

### Punten gegeven door Albanië

#### Halve finale
Punten gegeven in de halve finale:
| 12 punten | Noord-Macedonië       |
| 10 punten | Bosnië en Herzegovina |
| 8 punten  | Bulgarije             |
| 7 punten  | Slovenië              |
| 6 punten  | Turkije               |
| 5 punten  | Zweden                |
| 4 punten  | Cyprus                |
| 3 punten  | Armenië               |
| 2 punten  | Nederland             |
| 1 punt    | Ierland               |

#### Finale
Punten gegeven in de finale:
| 12 punten | Bosnië en Herzegovina |
| 10 punten | Zweden                |
| 8 punten  | Griekenland           |
| 7 punten  | Turkije               |
| 6 punten  | Spanje                |
| 5 punten  | Duitsland             |
| 4 punten  | Rusland               |
| 3 punten  | Noord-Macedonië       |
| 2 punten  | Roemenië              |
| 1 punt    | Malta                 |